# ディンカ族

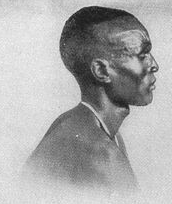
ディンカ族の男性

ディンカ族（Dinka）は、南スーダンのナイル川流域のバハル・アル・ガザール地方を中心に居住する民族。人口は約100万人。自らはジエン（複数形: Jieng, 単数形: Muonyjang）と称する。世界で最も平均身長が高い部族として知られる。

## 社会
乾期には河川近郊にて放牧を行い、雨期にはサバンナにてキビやヒエなどを栽培する半農半牧生活を営む。
社会的には1000人から3万人程度の部族集落を形成している。ディンカ族はさらに細分化された10の亜部族（Atuot, Aliab, Bor, Chiej, Agar, Gok, Rek, Twij, Malual, Ngok）に分かれている。亜部族ごとに社会的風習や文化的慣習が異なっており、氏族制度ひとつとっても父系クラン、司祭クラン、戦士クランなど様々である。政治的にはヌエル族と敵対関係にある。

## 言語
言語的にディンカ語はナイル・サハラ語族に属しているためヌエル族、ルオ族などのナイロートの諸語と近しい関係にある。居住地域が広大な範囲にまたがるため方言格差が大きい。

## 歴史
1983年から始まった第二次スーダン内戦中のスーダン南部は、ディンカ族でキリスト教徒のジョン・ガランが指導するスーダン人民解放軍の勢力圏であったが、その地域に対して軍事政権のアラブ系イスラム主義者オマル・アル＝バシールがイスラム法シャリーアを導入を計り、アラブ系による黒人への人種差別と宗教対立が激化した。この内戦時に、ヌエル族とディンカ族の子どもたち約2万人が、居住地を追われて孤児となり、スーダンのロストボーイズと呼ばれる集団避難民となった。数は少ないがロストガールズもいる。
1991年11月15日、スーダン（現南スーダン）南部のジョングレイ州ボルで、ヌエル族のリエック・マチャルによるディンカ虐殺が起こった。
2013年にヌエル族のリエック・マチャル前副大統領が蜂起した南スーダンクーデター未遂事件では、武力衝突を通じ、ディンカ族がヌエル族の住民を殺害するなどの抗争が生じた。

## 著名人
- アレック・ウェック - ファッションモデル
- マヌート・ボル - バスケットボール選手
- ルオル・デン - バスケットボール選手
- ソン・メイカー - バスケットボール選手
- ボル・ボル - バスケットボール選手
- ガウト・ガウト - 短距離走選手
- サルバ・キール・マヤルディ - 南スーダン初代大統領（2011年-）